# Robert Bloch
Robert Albert Bloch (Chicago, 5 de abril de 1917 — Los Angeles, 23 de setembro de 1994), foi um conceituado escritor norte-americano, mais conhecido pelo seu romance de horror Psicose (1959). Posteriormente a história foi adaptada para o cinema pelo célebre diretor Alfred Hitchcock, em que Janet Leigh e Anthony Perkins fizeram parte do elenco. Foi também conhecido como roteirista e um autor prolífico no gênero da ficção científica.
Robert Bloch nasceu em 5 de abril de 1917, em Chicago, no estado do Illinois. Estudou em escolas particulares em Maywood e em Milwaukee. Quando criança, ficou bastante impressionado com o cinema de terror, tendo assistido pela primeira vez aos nove anos de idade a O Fantasma da Ópera. Começou então a devorar revistas literárias da especialidade, como a Weird Tales. Ainda aluno do ensino secundário, Bloch começou a escrever histórias.
Terminados os seus estudos, adquiriu uma máquina de escrever em segunda mão e conseguiu vender o seu primeiro conto The Feast In The Abbey à revista Weird Tales, com apenas dezanove anos. Com a Depressão causada pela queda na Bolsa de Valores de Nova Iorque, teve dificuldade em arranjar trabalho, pelo que, entre 1932 e 1942, escreveu a tempo inteiro.
Após a morte do escritor H. P. Lovecraft, ocorrida em 1937, grande influenciador da sua obra, Bloch alargou os horizontes da sua ficção, ao incluir vudu, possessões diabólicas e magia negra nas suas obras. Em 1939, publicou um conto humorístico que o consagrou como o escritor mais capacitado desde Ambrose Bierce.
Na década de 1940, começou a demonstrar interesse pela mente de assassinos psicopatas, em parte por julgar ter esgotado o tema do sobrenatural. Publicou em 1943 Yours Truly, Jack The Ripper, conto em que recriava a vida do mais famoso de todos os assassinos em série. Em 1947, seria a vez do seu primeiro romance, The Scarf, que contava a história de um jovem transformado num assassino por causa de um trauma de infância.
Em 1942, passou a trabalhar numa agência publicitária, aí permanecendo durante onze anos. Fez com que se desbotasse a fronteira entre os géneros policial e de terror. Em 1953, foi viver em Hollywood, para trabalhar como roteirista. No mesmo ano, escreveu o famoso argumento para o filme Psycho de Alfred Hitchcock. Procurou expandir a obra ao continuá-la, formando uma trilogia com a publicação de Psycho II (1982) e Psycho House (1990).
Bloch foi por diversas vezes galardoado, tendo recebido um Prémio Hugo, um Bram Stoker Award e um World Fantasy Award. Chegou a ser presidente de 1970 a 1971 da Mistery Writers of America e foi membro da Science Fiction and Fantasy Writers of America. Faleceu em decorrência de um câncer em 23 de setembro de 1994. Sepultado no Westwood Village Memorial Park Cemetery.

## Bibliografia

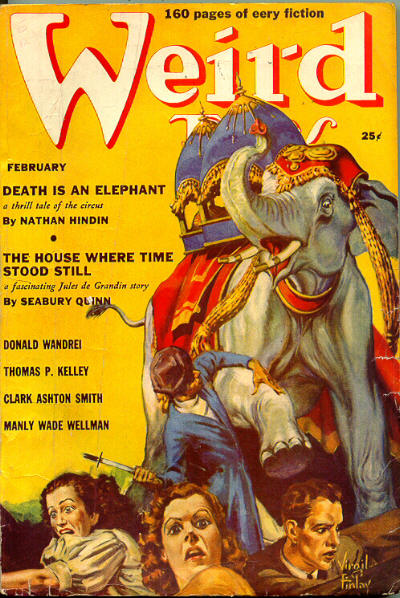
"Death is an Elephant" de Bloch, a história de capa dos Weird Tales de fevereiro de 1939, apareceu sob seu pseudônimo "Nathan Hindin"

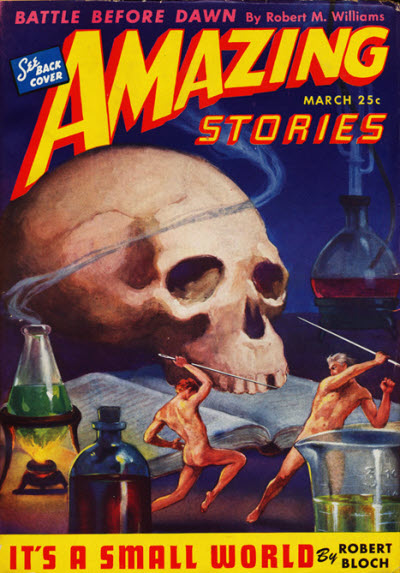
O romance de Bloch "It's a Small World" foi a história de capa da edição de março de 1944 da Amazing Stories

### Romances
- In the Land of Sky-Blue Ointments (com Harold Gauer) (c. 1938) (não publicado, embora personagens e episódios deste livro apareçam em contos posteriores de Bloch, como "O caixeiro viajante" e "A estranha ilha do Dr. Nork". o personagem Lefty Feep também aparece pela primeira vez neste trabalho. Bloch possuía o manuscrito completo do romance, que ele descreveu como 'nunca teve a intenção ou submetido para publicação.' propriedade de Bloch tem publicação póstuma bloqueada). Resumo do enredo em: mgpfeff.home.sprynet.coml.
- Nobody Else Laughed (com Harold Gauer) (1939) (não publicado).
- The Scarf NY: The Dial Press, 1947. Reimpressão retitulada, NY: Avon, 1948 como The Scarf of Passion. Texto revisado, Fawcett Gold Medal, 1966. As impressões após a edição Avon 1948 revertem o título ao original, ou seja, The Scarf. Veja também Unholy Trinity, 1986.
- Spiderweb (NY: Ace Pocketbooks, 1954; uma metade do Ace Double, apoiado por David Alexander's The Corpse in My Bed).
- The Kidnaper (Lion Pocketbooks, 1954). As edições posteriores trazem o título de The Kidnapper.
- The Will to Kill (NY: Ace Pocketbooks, 1954).
- Shooting Star (NY: Ace Pocketbooks, 1958) (primeira metade de Ace Double, apoiado com a coleção SS de Bloch Terror in the Night) Sem ISBN - identificado apenas como Ace Double D-265.
- This Crowded Earth (1958) (aparência original em revista; publicado como livro em formato duplo com Ladies Day 1968).
- Psycho (NY: Simon & Schuster, 1959; Reino Unido: Robert Hale, abril de 1960). Adaptado para o filme de 1960, Psycho, dirigido por Alfred Hitchcock; mais tarde refeito em 1998 por Gus Van Sant.
- The Dead Beat (NY: Simon & Schuster, 1960; Londres: Robert Hale, 1961). Sem ISBN. Um mistério "Inner Sanctum". Cartão no 60-6100 da Biblioteca do Congresso. O mais extensamente traduzido dos romances de Bloch, exceto Psycho e Psycho II - a bibliografia de Larson lista 13 traduções em várias línguas até 1986. Ver também Unholy Trinity (1986).
- Firebug (NY: Regency Books, 1961). RB 101.
- The Couch (NY: Gold Medal, 1962; Londres: Frederick Muller Gold medal, 1962). Veja também Unholy Trinity (1986). Novelização de Bloch do roteiro do filme filmado anteriormente.
- Terror (Belmont Books, 1962) [ISBN não especificado]; Belmont L92-537 (Título provisório: Amok; 2 edições alemãs apareceram sob este título).
- Ladies Day / This Crowded Earth (1968) A Belmont Double. Belmont B60-080 OCLC 1649428. Dois romances de ficção científica.
- The Star Stalker (NY: Pyramid Books, 1968). Pyramid T-1869. Nota: o título de Bloch era Colossal. O editor mudou sem consultar o autor.
- The Todd Dossier (1969, Delacorte US; Macmillan UK - sem ISBN.) (Como por Collier Young). Nota: a assinatura neste livro não é um pseudônimo de Bloch; Collier Young era um produtor de cinema que havia fechado um contrato para um livro com Bloch para seu filme chamado THE TODD DOSSIER. Bloch escreveu o romance baseado em uma história de Joan Didion e John Gregory Dunne. O filme nunca foi feito; Bloch, que havia contratado um lançamento em brochura, ficou chocado ao saber que o produtor havia colocado seu próprio nome no livro como autor quando foi publicado em edições de capa dura."The Devil With You" de Bloch foi a história de capa na edição de julho de 1950 da Fantastic Adventures.O romance de Bloch, "Hell's Angel", foi a história de capa da edição de junho de 1951 da Imagination, ilustrada por Hannes Bok.A conclusão de Bloch do fragmento de Edgar Allan Poe "The Light-House" foi anunciada por Fantastic como "A New Edgar Allan Poe Masterpiece".A noveleta de Bloch "The Thinking Cap" foi a história de capa na edição de junho de 1953 da Other Worlds, ilustrada por Hannes Bok.A novela de Bloch de 1950 "The Devil with You" foi renomeada como "Black Magic Holiday" quando foi reimpressa em Imaginative Tales em 1955.No entanto, a novela de Bloch de 1942 "Mr. Margate's Mermaid" manteve seu título original quando foi reimpressa em 1955.O romance de Bloch, Terror in Cut-Throat Cove", foi a história de capa da edição de junho de 1958 da Fantastic.A noveleta de Bloch, "The Hungry Eye", foi capa da edição de maio de 1959 da Fantastic.A noveleta de Bloch, "The Hungry Eye", foi capa da edição de maio de 1959 da Fantastic."The Last Plea" de Bloch foi a história de capa da edição de julho de 1959 do Fantastic.

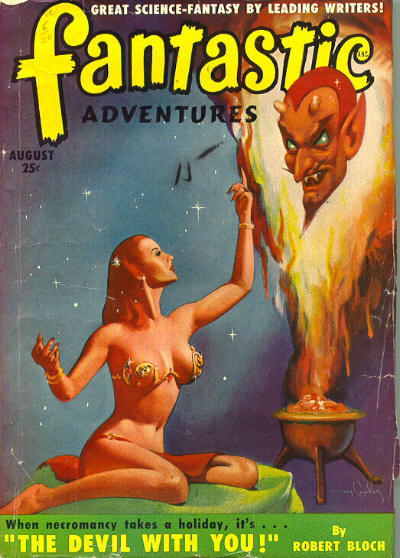
"The Devil With You" de Bloch foi a história de capa na edição de julho de 1950 da Fantastic Adventures.

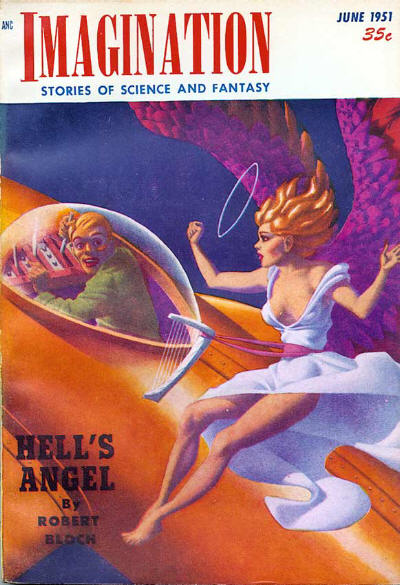
O romance de Bloch, "Hell's Angel", foi a história de capa da edição de junho de 1951 da Imagination, ilustrada por Hannes Bok.

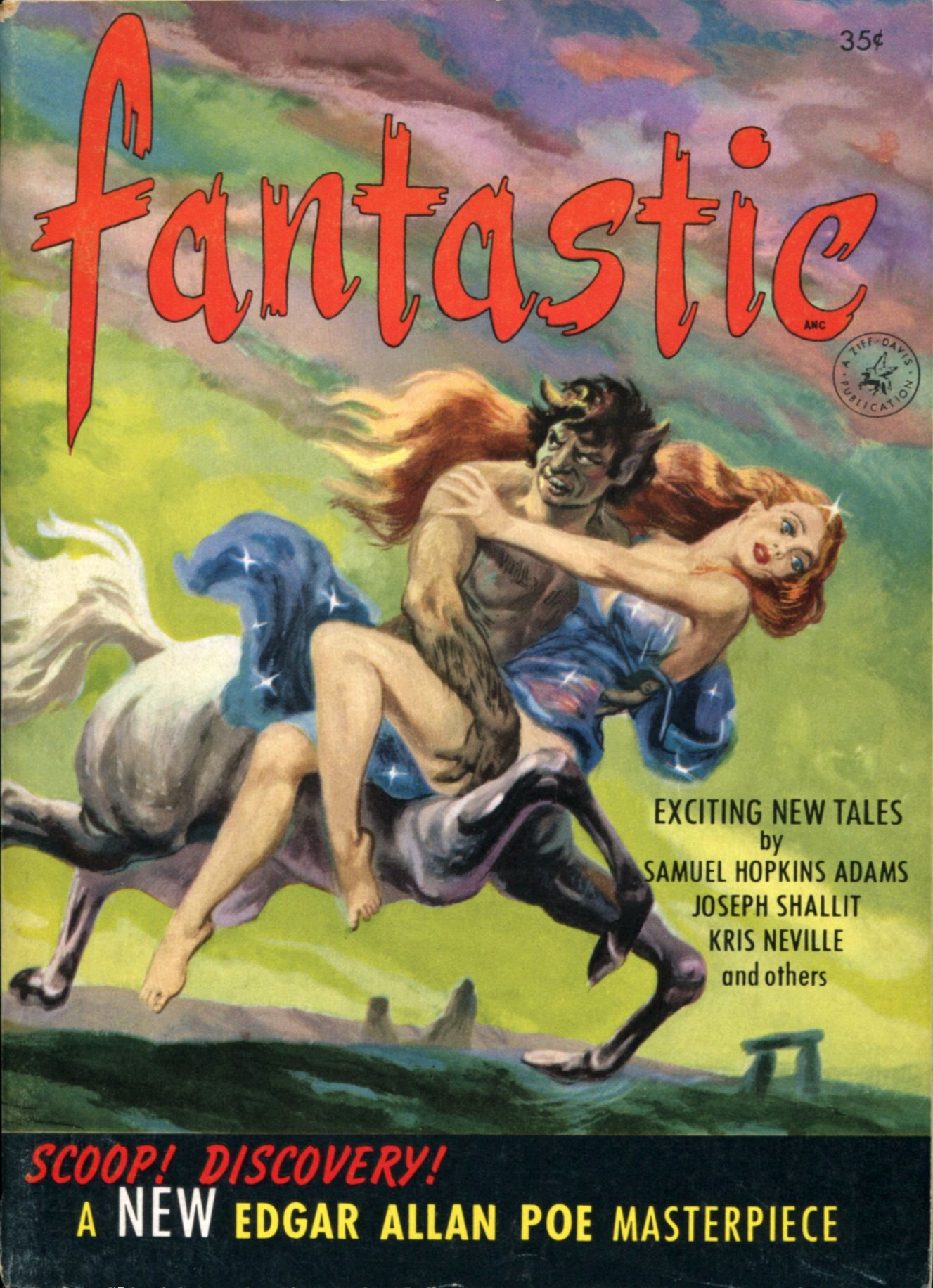
A conclusão de Bloch do fragmento de Edgar Allan Poe "The Light-House" foi anunciada por Fantastic como "A New Edgar Allan Poe Masterpiece".

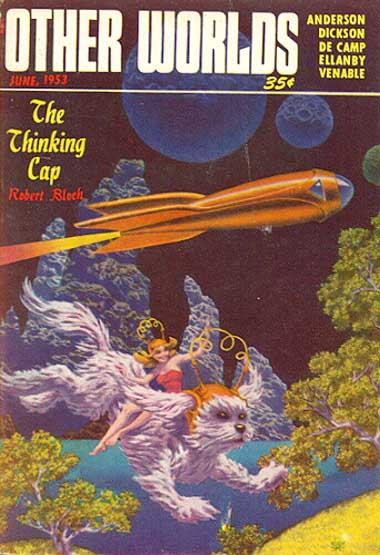
A noveleta de Bloch "The Thinking Cap" foi a história de capa na edição de junho de 1953 da Other Worlds, ilustrada por Hannes Bok.

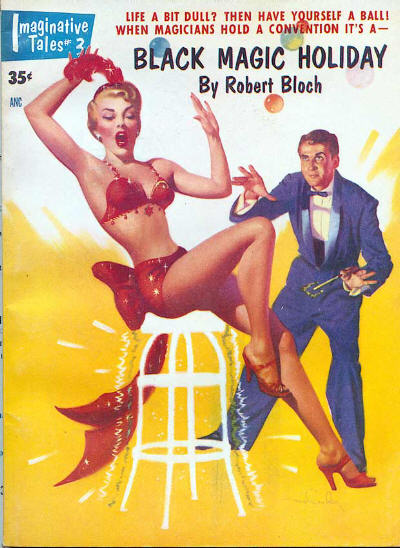
A novela de Bloch de 1950 "The Devil with You" foi renomeada como "Black Magic Holiday" quando foi reimpressa em Imaginative Tales em 1955.

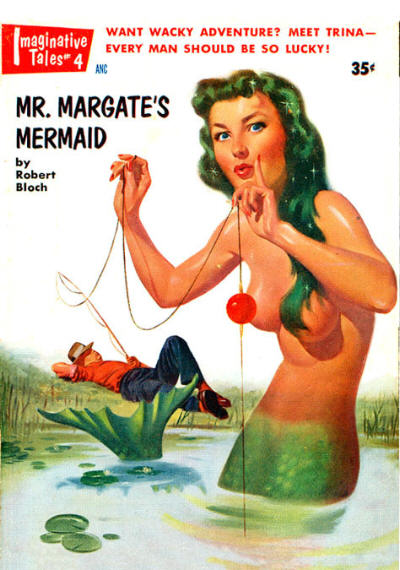
No entanto, a novela de Bloch de 1942 "Mr. Margate's Mermaid" manteve seu título original quando foi reimpressa em 1955.

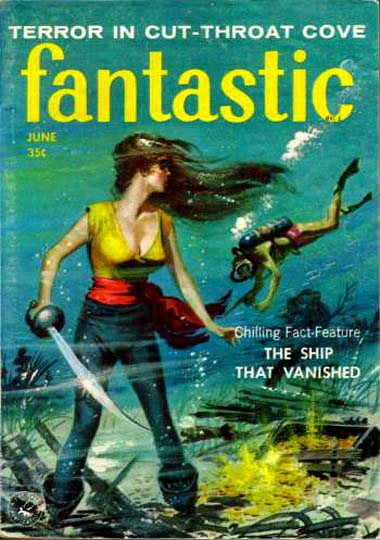
O romance de Bloch, Terror in Cut-Throat Cove", foi a história de capa da edição de junho de 1958 da Fantastic.

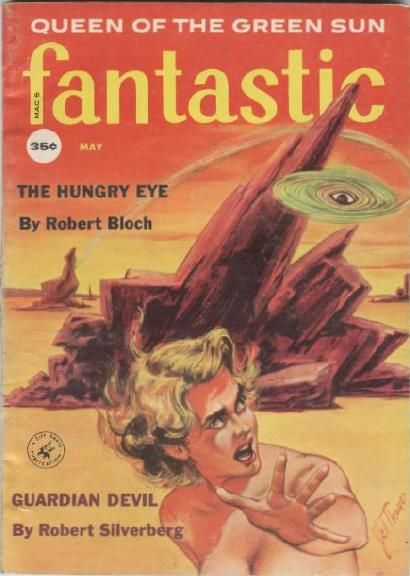
A noveleta de Bloch, "The Hungry Eye", foi capa da edição de maio de 1959 da Fantastic.

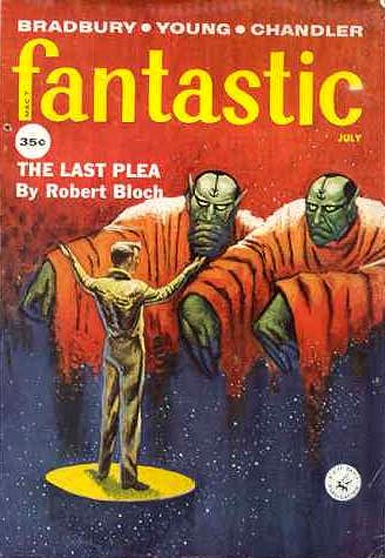
A noveleta de Bloch, "The Hungry Eye", foi capa da edição de maio de 1959 da Fantastic.

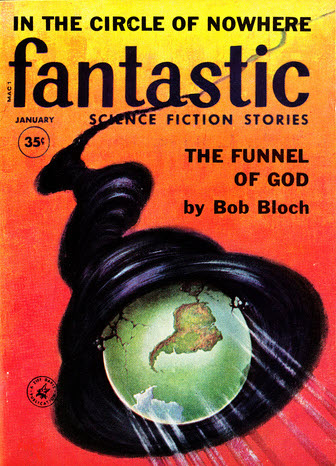
"The Last Plea" de Bloch foi a história de capa da edição de julho de 1959 do Fantastic.

- Sneak Preview (Paperback Library, 1971) OCLC 2487497.
- It's All in Your Mind (Curtis Books, 1971). Reproduzido de sua aparência na revista Imaginative Tales 1955, onde foi intitulado "The Big Binge". "The Big Binge" também pode ser encontrado em The Lost Bloch, Volume One (veja abaixo).
- Night World (Simon & Schuster, 1972; Reino Unido: Robert Hale, 1974. ISBN 0-7091-3805-9.
- American Gothic (Simon & Schuster, 1974) ISBN 0-671-21691-0. Nota: Este romance foi inspirado na verdadeira história da vida do assassino em série HH Holmes. Bloch também escreveu um ensaio de 40.000 palavras baseado em sua pesquisa para o romance, "Dr Holmes 'Murder Castle" (publicado pela primeira vez em Reader's Digest Tales of the Uncanny, 1977; desde que reimpresso em Crimes and Punishments: The Lost Bloch, Vol 3 ", 2002).
- Strange Eons (Whispers Press, 1978) (um romance de Cthulhu Mythos). ISBN 0-918372-30-5 (ed. Comercial); 0-918372-29-1 (ed. Assinada / encaixotada) Terceiro vice-campeão na categoria de melhor romance, Prêmio Balrog, 1980.
- There Is a Serpent in Eden (1979). Reeditado como The Cunning (Zebra Books, 1979). ISBN 0-89083-825-9.
- Psycho II (Whispers Press, 1982). 0-91832-09-7 (ed. Comercial); 0-918372-08-9 (ed. Assinado / embalado, 750 cópias). (Não relacionado ao filme de mesmo nome).
- Twilight Zone: The Movie. (NY: Warner Books, 1983; London: Corgi, 1983). Novelização do filme da Warner Bros, baseada em histórias de John Landis, George Clayton Johnson, Richard Matheson, Josh Rogan e Jerome Bixby. ISBN 0-446-30840-4.
- Night of the Ripper (Doubleday, 1984). ISBN 0-385-19422-6. Novela sobre Jack, o Estripador.
- Unholy Trinity (coleciona The Scarf, The Couch e The Dead Beat (Scream / Press, 1986). ISBN 0-910489-09-2 (Edição comercial e 350 cópias em caixas assinadas pelo autor e artista possuem o mesmo ISBN)
- Lori (Tor, 1989) ISBN 0-312-93176-X.
- Screams: Three Novels of Suspense (coleciona The Will to Kill, Firebug e The Star Stalker ) (Underwood-Miller, 1989) ISBN 0-88733-079-7 (edição comercial); 0-88733-080-0 (edição assinada, 300 exemplares numerados).
- Psycho House (Tor, 1990) ISBN 0-312-93217-0. (Não relacionado aos filmes Psycho II, Psycho III ou Psycho IV: The Beginning).
- The Jekyll Legacy (Tor, 1991) ISBN 0-312-85037-9.
- Atenciosamente, Jack, o Estripador (1991) (Pulphouse; uma edição impressa de 100 cópias assinadas do famoso conto de Bloch) ISBN 1-56146-906-8.
- The Thing (1993) (Pretentious Press; uma edição limitada de 85 cópias, apenas 9 encadernadas em tecido, da primeira aparição do autor na impressão - uma paródia de HP Lovecraft que apareceu originalmente na edição de abril de 1932 de The Quill, seu Lincoln High Revista literária escolar).
- Psycho - The 35th Anniversary Edition (Gauntlet Press, 1994). ISBN 0-9629659-9-5. Edição limitada de 500 cópias. A última obra a ser assinada por Bloch antes de sua morte; inclui uma nova introdução de Richard Matheson e um novo posfácio de Ray Bradbury.

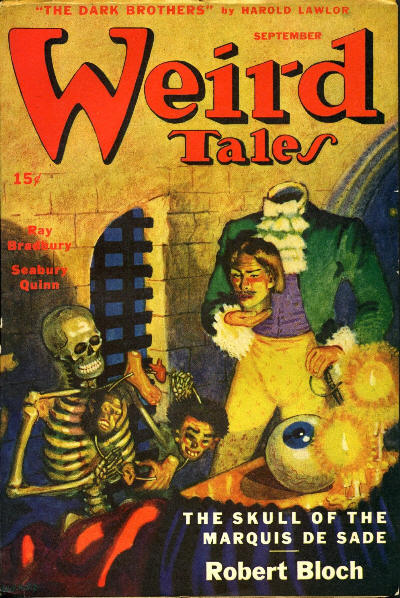
A história do título de The Skull of the Marquis de Sade foi publicada originalmente como artigo de capa em Weird Tales de setembro de 1945.

### Coleções de contos
- The Thing (1932), na verdade, um único conto (parodiando o estilo de HP Lovecraft), o primeiro do autor, mas inicialmente publicado em forma de livro pela The Pretentious Press em (1993).
- Portfolio of Some Rare And Exquisite Poetry by the Bard of Bards (1937 ou 1938) escrito sob o pseudônimo Sarcophagus W. Dribble. Uma página dobrada para fazer 4. Poesia. Este item foi declarado ser o primeiro livro verdadeiro de Bloch; no entanto, parece realmente ter aparecido no fanzine Novacious No 2 (março de 1939) editado por Forrest J. Ackerman e Myrtle R. Douglas ('Morojo'); distribuído pela Fantasy Amateur Press Association. Uma cópia deste fanzine está em poder das Coleções Especiais da Biblioteca Kuhn, da Universidade de Maryland em Baltimore.A história do título de A Caveira do Marquês de Sade foi publicada originalmente como artigo de capa em Weird Tales de setembro de 1945
- The Opener of the Way (Arkham House, 1945; UK Neville Spearman, 1974) Reeditado pela Panther Books, UK em dois volumes de brochura, 1976 - volume 1 como The Opener of the Way e o volume 2 como The House of the Hatchet.
- Sea-Kissed (Londres: Utopian, 1945). Livro de capítulos de quatro histórias. A história do título, co-escrita com Henry Kuttner, foi originalmente intitulada "The Black Kiss" (1935).
- Terror in the Night (NY: Ace Books, 1958) (publicado em um volume duplo com o romance Shooting Star de Bloch) No ISBN - D-265 na lombada.
- Pleasant Dreams: Nightmares (Arkham House, 1960; UK: Whiting, 1967)). Ver também Nightmares and More Nightmares (1961), Yours Truly, Jack the Ripper (1962), Horror-7 (1963), Pleasant Dreams (1979) e The Early Fears (1994).
- Blood Runs Cold (1961). NY: Simon & Schuster, 1961. Reino Unido: Robert Hale, 1963. No ISBN. Nota: as edições britânicas omitem quatro histórias das edições americanas.
- Nightmares (NY: Belmont Books, 1961). 9 histórias de Pleasant Dreams: Nightmares. Contém nova introdução de Bloch.
- More Nightmares (Belmont Books, 1961). Sem ISBN - Belmont # L92-530. 10 histórias de O Abridor do Caminho e Sonhos Agradáveis: Pesadelos
- Yours Truly, Jack the Ripper (NY: Belmont Books, 1962) No ISBN - L 92-527 na lombada. Nove histórias extraídas de "O Abridor do Caminho e Sonhos Agradáveis: Pesadelos. Reedições do Reino Unido por Tandem (1965) e Esfera (1971) apareceram como A Casa do Machado e Outros Contos de Terror." Essas versões do título variante do Reino Unido não devem ser confundidas com a coleção posterior da Panther UK House of the Hatchet, (1976; 11 histórias), cujo conteúdo é quase totalmente diferente.
- Atoms and Evil ( Gold Medal Books, 1962)
- Horror 7 (Belmont Books, 1963). Sem ISBN. Belmont # 90–275. Edição australiana: Horwitz, 1963. Sete contos selecionados de The Opener of the Way e Pleasant Dreams: Nightmares
- Bogey Men (Pyramid Books, março de 1963) [ISBN não especificado]; Pyramid F-839. Inclui como posfácio uma reimpressão do ensaio "Psycho-Logical Bloch" de Sam Moskowitz.
- The Skull of the Marquis de Sade and Other Stories (NY: Pyramid, 1965, pb; UK: Robert Hale, 1975, hc).
- Tales in a Jugular Vein (Pyramid Books, 1965) No ISBN - R-1130
- Chamber of Horrors (Award Books, 1966) [ISBN não especificado]; Livros de prêmios A187X.
- The Living Demons (NY: Belmont Books, set 1967) No ISBN - Belmont B50-787.
- Dragons and Nightmares: Four Short Novels (Mirage, 1968) No ISBN. Voyager series V-102. 1000 exemplares numerados. Nota: Todas as histórias incluídas foram revisadas de suas publicações originais em revistas para sua aparência aqui.
- Bloch e Bradbury NY: Tower Books, 1969. Editado por Kurt Singer. Contém seis histórias de Bloch e cinco de Ray Bradbury. Reimpressão retitulada, UK: Sphere, 1970, como Fever Dream and Other Fantasies. ISBN 9780722117149; Reimpressão retitulada, formato de revista grande, possivelmente não autorizado, Chicago: Peacock Press, 1969 como Whispers from Beyond. Sem ISBN.
- Fear Today, Gone Tomorrow (Award Books / Tandem Books, 1971) No ISBN Award / Tandem 426 & A811S na lombada; AQ 1469 na capa.
- House of the Hatchet. (Panther Books, Reino Unido, 1976). Coleção de 11 histórias; a segunda metade da reedição em dois volumes de The Opener of the Way. Não deve ser confundido com os títulos do Reino Unido sob este nome por Tandem and Sphere da coleção Belmont dos Estados Unidos de 1962 (9 histórias), cujo conteúdo é quase totalmente diferente.
- The King of Terrors: Tales of Madness and Death (The Mysterious Press, 1977) ISBN 0-89296-029-9 (edição comercial); 0-89296-030-2 (edição limitada).
- The Best of Robert Bloch (Del Rey / Ballantine, 1977). ISBN 0-345-25757-X. Introdução de Lester Del Rey.
- Cold Chills (Doubleday, 1977). ISBN 0-385-12421-X.
- Out of the Mouths of Graves (Mysterious Press, 1978) ISBN 0-89296-043-4 (edição comercial); 0-89296-044-2 (edição limitada).
- The Laughter of a Ghoul / What Every Young Ghoul Should Know (Necronomicon Press, 1978)
- Pleasant Dreams (HBJ / Jove pbk, 1979). Uma edição / título variante de Pleasant Dreams - Nightmares de 1960 que omite quatro histórias da coleção Arkham House e adiciona três outras.
- Tais Stuff as Screams Are Made Of (Ballantine Books, 1979) ISBN 0-345-27996-4.
- Mysteries of the Worm (Zebra Books, 1981). ISBN 0-89083-815-1. Introdução "Conhecimento Temido por Demônios" por Lin Carter. Posfácio de Robert Bloch.
- Midnight Pleasures (Doubleday, 1987) ISBN 0-385-19439-0.
- Lost in Space and Time With Lefty Feep (Creatures at Large Press, 1987). ISBN 0-940064-03-0 (ed. Comercial ); 0-940064-01-4 (caixa / edição de luxo, 250 cópias assinadas). Nota: Este livro foi denominado "Volume Um", mas na verdade nenhum outro volume da série foi publicado, deixando uma série de histórias de Lefty Feep não coletadas.
- Selected Stories of Robert Bloch (Underwood-Miller, 1987, 3 vols).

Nota: As três entradas a seguir representam reimpressões de brochura do conjunto Underwood Miller Selected Stories. "Histórias completas" é uma denominação imprópria, pois esses três volumes não contêm nada perto da obra completa da ficção de Bloch.
- The Complete Stories of Robert Bloch: Volume 1: Final Reckonings (1987)
- The Complete Stories of Robert Bloch: Volume 2: Bitter Ends (1987)
- The Complete Stories of Robert Bloch: Volume 3: Last Rites (1987)
- Fear and Trembling (1989)
- Mysteries of the Worm (rev. 1993). Adiciona três histórias adicionais não incluídas na primeira edição.
- The Early Fears (1994). Fedogan & Bremer. ISBN 1-878252-12-7 (ed. Comercial); 1-878252-13-5 (edição limitada). Combina o conteúdo de The Opener of the Way (1945) e Pleasant Dreams: Nightmares (1960) com três novas histórias e introdução do autor.
- Flowers from the Moon and Other Lunacies (Arkham House, 1998) ISBN 0-87054-172-2. Introdução de Robert M. Price. Coleciona raridades do cânone Bloch, previamente publicado nas revistas Weird Tales, Strange Stories e Rogue; de seus 20 andares, 15 não são facilmente obtidos fora das pastas originais onde apareceram.
- The Lost Bloch: Volume 1: The Devil With You! (Subterranean Press, 1999) ISBN 1-892284-19-7. (Edição limitada de 724 cópias numeradas assinadas pelo editor / introdutor David J. Schow e pelo escritor de Prefácio Stefan Dziemaniowicz). Inclui entrevista com Bloch, "Uma hora com Robert Bloch" conduzida por David J. Schow. Uma das histórias incluídas é "The Big Binge" (originalmente em Imaginative Tales em 1955 e reimpresso como o romance It's All in Your Mind em 1971, veja acima). The Lost Bloch complementa Flowers from the Moon ao reimprimir histórias de Bloch raras e não publicadas; no entanto, no início de 2011, cerca de 50 histórias de Bloch permanecem por coletar
- The Lost Bloch: Volume 2: Hell on Earth (2000). ISBN 1-892284-63-4. (Edição limitada de 1250 cópias numeradas assinadas pelo editor / introdutor David J. Schow e pelo escritor de Prefácio Douglas E. Winter ). Inclui posfácio de Schow e entrevista "Um pouco mais do que outra hora com Robert Bloch", de J. Michael Straczynski.
- The Lost Bloch: Volume 3: Crimes and Punishments (Subterranean Press, 2002) ISBN 1-931081-16-6. (Edição limitada de 750 cópias numeradas assinadas pelo editor / introdutor David J. Schow). Inclui peça introdutória de Gahan Wilson, entrevista "Three Hours and Then Some with Robert Bloch" por Douglas E. Winter e "My Husband, Robert Bloch" por Eleanor Bloch.
- The Reader's Bloch: Volume 1: The Fear Planet and Other Unusual Destinations (Subterranean Press, 2005; edição limitada, assinada pelo editor, 750 cópias numeradas e 26 letras). Editado por Stefan R. Dziemanowicz, que fornece uma introdução, "Future Imperfect". Coleta mais raridades Bloch; a maioria de suas 20 histórias são ficção científica e, de outra forma, não podem ser obtidas fora de suas aparições em revistas originais.
- The Reader's Bloch: Volume 2: Skeleton in the Closet and Other Stories (Subterranean Press, 2008; 750 cópias numeradas assinadas pelo editor). Editado por Stefan R. Dziemanowicz. Sem introdução. Uma coleção sem tema de raridades de Bloch, a maioria das quais 16 histórias são de outra forma inalcançáveis fora de suas aparições em revistas originais.
- Mysteries of the Worm ( Chaosium, rev. 2009) ISBN 1-56882-176-X. Prefácio "De Vermis Mysteriis" de Robert M. Price. Inclui introdução original de Lin Carter e After Word de Robert Bloch. Adiciona quatro histórias adicionais não incluídas nas duas primeiras edições.

### Antologias e coleções editadas por Bloch
- The Best of Fredric Brown (Nelson Doubleday, 1976). Sem ISBN. Book Club ed. 3180
- Psycho-Paths. (Tor, 1991). ISBN 0-312-85048-4.
- Monsters in Our Midst (Tor, 1993). ISBN 0-312-85049-2.
- Psychos de Robert Bloch (1997). ISBN 1-56865-637-8. Esta antologia foi editada por Robert Bloch até sua morte em 1994. Martin H. Greenberg concluiu o trabalho editorial postumamente.

### Histórias curtas
- "Broomstick Ride" Super Science Fiction, dezembro de 1957
- "Crime Machine" Galaxy, outubro 1961
- "Sales of a Deathman" Galaxy, fevereiro de 1968

### Não ficção
- The Eighth Stage of Fandom (1962). Advento - sem ISBN. Reimpressão de Wildside Press, 1992, com nova introdução de Wilson Tucker e novo posfácio de Harlan Ellison, ISBN 1-880448-16-5
- Out of My Head (1986) (ensaios). NESFA Press. ISBN 0-915368-30-7; 0-915368-87-0 (edição corrigida). Edição limitada a 800 cópias numeradas, as primeiras 200 sendo esticadas.
- Once Around the Bloch: An Unauthorized Autobiography (Tor, 1993).
- Robert Bloch: Appreciations of the Master (Tor, 1995). Este volume é uma homenagem à coleção de ensaios de Bloch de muitos escritores que o conheceram ou trabalharam com ele, juntamente com reimpressões de várias histórias de Bloch.